# Altai, Khovd
Altai (tiếng Mông Cổ: Алтай) là một sum của tỉnh Khovd ở miền tây Mông Cổ. Vào năm 2007, dân số của sum là 3.234 người.

## Địa lý
Sum có diện tích khoảng 13.144 km2. Trung tâm sum nằm cách tỉnh lỵ Khovd 310 km và thủ đô Ulaanbaatar 1.700 km.

### Khí hậu
Altai có khí hậu bán khô hạn. Nhiệt độ trung bình hàng năm trong khu vực là 7 °C. Tháng ấm nhất là tháng 7, khi nhiệt độ trung bình là 27 °C và lạnh nhất là tháng 1, với −18 °C. Lượng mưa trung bình hàng năm là 97 mm. Tháng ẩm ướt nhất là tháng 6, với lượng mưa trung bình là 24 mm, và khô nhất là tháng 3, với 2 mm.

## Kinh tế
Sum có một trường học, bệnh viện, trung tâm thương mại và nhà văn hóa.